# Baltische Beker 1935
De Baltische Beker van 1935 was de 7e editie van de Baltische Beker. Het toernooi werd gehouden van 20 tot en met 22 augustus 1935 in Estland. Litouwen werd kampioen.

## Eindstand
| Team     | Gsp | W | G | V | DV | DT | DS | Ptn |
| -------- | --- | - | - | - | -- | -- | -- | --- |
| Litouwen | 2   | 1 | 1 | 0 | 4  | 3  | +1 | 3   |
| Letland  | 2   | 0 | 2 | 0 | 3  | 3  | 0  | 2   |
| Estland  | 2   | 0 | 1 | 1 | 2  | 3  | –1 | 1   |

## Wedstrijden
|                                                  |                     |       |                                               |                                                                                 |
| 20 augustus «onderlinge duels» 18:00 uur (UTC+2) | Estland             | 1 – 2 | Litouwen                                      | Kadriorustadion, Tallinn Toeschouwers: 6.000 Scheidsrechter: Rudolf Eklöw (SWE) |
| 20 augustus «onderlinge duels» 18:00 uur (UTC+2) | Nikolai Linberg 45' |       | 32' Voldemaras Jaškevičius 75' Antanas Lingis | Kadriorustadion, Tallinn Toeschouwers: 6.000 Scheidsrechter: Rudolf Eklöw (SWE) |

|                                                  |                          |       |                                       |                                                                                 |
| 21 augustus «onderlinge duels» 18:00 uur (UTC+2) | Letland                  | 2 – 2 | Litouwen                              | Kadriorustadion, Tallinn Toeschouwers: 3.500 Scheidsrechter: Rudolf Eklöw (SWE) |
| 21 augustus «onderlinge duels» 18:00 uur (UTC+2) | Iļja Vestermans 17', 75' |       | 33' Antanas Lingis 48' Juozas Gudelis | Kadriorustadion, Tallinn Toeschouwers: 3.500 Scheidsrechter: Rudolf Eklöw (SWE) |

|                                                  |                  |       |                     |                                                                                 |
| 22 augustus «onderlinge duels» 18:00 uur (UTC+2) | Estland          | 1 – 1 | Letland             | Kadriorustadion, Tallinn Toeschouwers: 7.000 Scheidsrechter: Rudolf Eklöw (SWE) |
| 22 augustus «onderlinge duels» 18:00 uur (UTC+2) | Eduard Eelma 64' |       | 70' Ērihs Pētersons | Kadriorustadion, Tallinn Toeschouwers: 7.000 Scheidsrechter: Rudolf Eklöw (SWE) |

## Kampioen
| Kampioen 1935     |
| ----------------- |
| Litouwen 2e titel |